# Girolamo Tiraboschi
(abate Giacomo Zanella)
Girolamo Tiraboschi (Bergamo, 18 dicembre 1731 – Modena, 9 giugno 1794) è stato un erudito e storico della letteratura italiana.

## Biografia
All'età di quindici anni entrò nella Compagnia di Gesù e frequentò i collegi di Monza e Genova. Nel 1755, dopo avere insegnato in alcune scuole di provincia, fu chiamato alla cattedra di Retorica nel collegio dei gesuiti di Brera, nella sede dell'attuale Accademia di Belle Arti. Qui si dedicò spontaneamente anche al riordino della biblioteca, la futura Biblioteca Nazionale Braidense. Nacque in quel periodo la fama di erudito, che si accrebbe dopo la revisione del vocabolario italiano-latino di Carlo Mandosio (1682-1736) e soprattutto dopo una monumentale opera riguardante gli Umiliati. Nel 1770 pertanto fu chiamato dal duca di Modena Francesco III d'Este alla direzione della Biblioteca estense come successore di Francesco Antonio Zaccaria e di Ludovico Antonio Muratori. Tiraboschi rimase a Modena per il resto della sua vita.
Tiraboschi continuò inoltre l'attività di ricerca erudita, in genere su argomenti di storia locale, per i quali era più facile consultare i documenti del passato. Fra le principali opere, la storia dell'Abbazia di Nonantola e il Dizionario degli stati estensi, pubblicato postumo in due volumi. Molto importante fu inoltre la sua attività di editore del Nuovo giornale dei letterati d'Italia, a cui collaborarono, fra gli altri, Saverio Bettinelli e Clementino Vannetti; il periodico venne inteso come un aggiornamento continuo della Storia della letteratura italiana, che si arrestava al Settecento.

## Opere
(A integrazione del seguente elenco, limitato ai titoli essenziali, si legga il "Catalogo delle opere stampate dal Sig. cavaliere Tiraboschi" comprendente anche indicazioni su inediti o su lavori apparsi su riviste, contenuto nell'introduzione della Storia della letteratura edita postuma a Venezia dalla tipografia di Giuseppe Molinari nel 1822, p. LXXVIII-LXXXII (on-line)
- De patriae historia, Milano 1760;
- Vetera Humiliatorum monumenta annotationibus ac dìssertationibus prodromis illustrata, 3 vol, Milano, 1766-68 (on-line);
- Storia della letteratura italiana, Modena, I edizione in 13 volumi, 1772-1782; II ed. rivista e ampliata, in 15 volumi, più un sedicesimo che contiene l'indice generale, 1787-1794);
- Vita del Conte D. Fulvio Testi, Modena, 1780;
- Biblioteca modenese ovvero notizie della vita e delle opere degli scrittori nati negli stati del duca di Modena, 7 volumi, Modena,  1781-1786: (tomo I) (tomo II); (tomo III); (tomo IV); (tomo V);  (tomo VI, parte 1); (tomo VI, parte 2)
- Notizie biografiche e letterarie in continuazione della Biblioteca modonese, Reggio, 1796 (tomo IV, on-line) (tomo V)
- Della pittura e della statua di Leonbatista Alberti, Milano, 1804 (on-line)
- Storia dell'augusta abbazia di San Silvestro dì Nonantola, aggiuntovi il Codice Diplomatico della medesima illustrato con note, 2 volumi, Modena, 1784-1789;
- Notizie de' pittori, scultori, incisori, architetti natii degli stati del duca di Modena, Modena, 1786;
- Notizie della Confraternita di San Pietro Martire in Modena, Modena, 1789;
- Riflessioni sugli Scrittori Genealogici, Padova 1789;
- Dell'origine della poesia rimata, opera di Giammaria Barbieri modenese, pubblicata e con annotazioni illustrata dal cav. ab. Gerolamo Tiraboschi, Modena 1790;
- Memorie storiche modenesi col Codice Diplomatico illustrato con note, 5 volumi, Modena, 1793-1795; (vol. 1, vol. 2, vol. 3, vol. 4, vol. 5)
- Dizionario topografico storico degli stati estensi, Modena, 1824-5 (postumo)